# Jan Albrecht (duchowny)

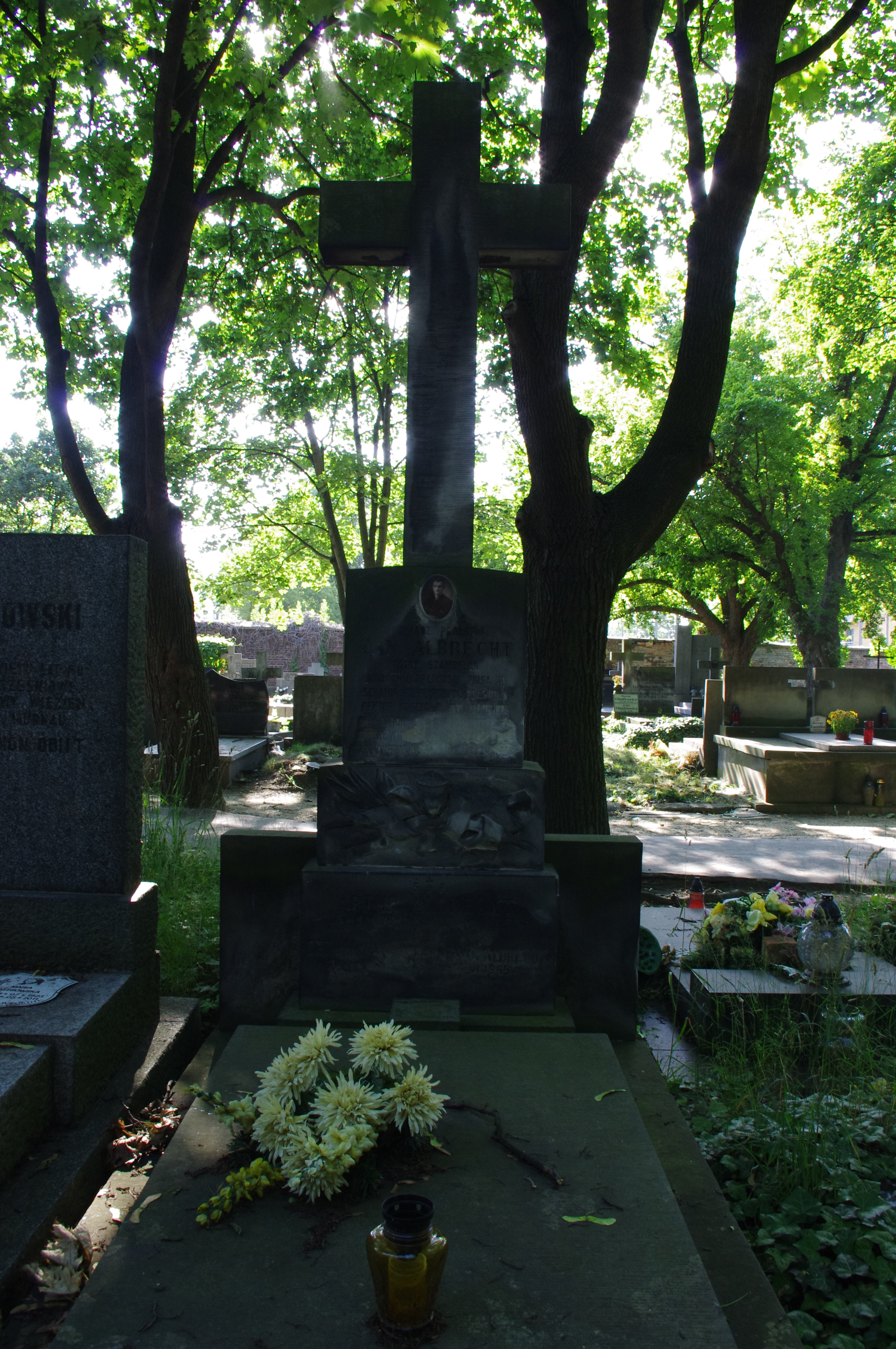
Grób ks. Jana Albrechta na Starych Powązkach w Warszawie

Jan Albrecht, ps. „A.”, „Ks. J.A.”, „X.A”, „X.J.A” (ur. 23 czerwca 1872 w Tomaszowie Mazowieckim, zm. 6 lipca 1929 w Warszawie) – polski ksiądz, polityk chadecki, senator I i II kadencji w latach 1922–1929, działacz społeczny i publicysta.

## Życiorys

### Młodość
Urodził się w rodzinie Franciszka i Pelagii z domu Lipkowskiej. W 1889 został absolwentem gimnazjum w Piotrkowie, później uczęszczał do seminarium duchownego w Warszawie, gdzie zdobył święcenia kapłańskie w 1897.

### Działalność kapłańska i społeczna w Królestwie Polskim
Albrecht zaczął karierę duchowną jako wikary w Złakowie Kościelnym i Zgierzu, a następnie w 1899 przeniósł się do Łodzi na stanowisko proboszcza. W 1905 założył Stowarzyszenie Robotników Chrześcijańskich, od 1918 był patronem łódzkiego okręgu Stowarzyszenia, zaś w 1919 został patronem całego Stowarzyszenia. W latach 1911–1919 był proboszczem parafii św. Kazimierza. Od 1915 wchodził w skład Komitetu Obywatelskiego i zarządu Giełdy Pracy w Łodzi. W wyborach do Rady Miejskiej w Łodzi, przeprowadzonych w styczniu 1917, uzyskał mandat radnego, startując z listy Polskiego Komitetu Wyborczego.

### Działalność kościelna i społeczno-polityczna w II Rzeczypospolitej
W 1919 został nominowany przez kardynała Edmunda Dalbora, na sekretarza archidiecezji warszawskiej do spraw społecznych.
Od 1919 pełnił funkcję rektora Kościoła św. Marcina w Warszawie przy ul. Piwnej 11/9 i pod tym adresem zamieszkiwał. W 1921 został członkiem zarządu Centrali Stowarzyszeń Spożywczych Robotników Chrześcijańskich, w tym okresie był również członkiem kierownictwa Spółdzielni Budowlano – Mieszkaniowej „Zgoda”. Startował w wyborach do Senatu w 1922 z listy nr 8 (ChZJN – lista państwowa) i do Sejmu z listy nr 8 (ChZJN) w Łodzi (okręg wyborczy nr 14). W Senacie zasiadał w komisjach: administracyjnej, gospodarstwa społecznego, spraw zagranicznych i wojskowych oraz w podkomisji emigracyjnej. Był także członkiem władz chadecji – od 1920 Rady Naczelnej, od 1921 Komisji Programowej, zaś od 1928 Zarządu Głównego, a w 1929 został członkiem Rady Głównej Stronnictwa. W 1919 otrzymał od Piusa XI odznaczenie Pro Ecclesia et Pontifice, a w 1925 został mianowany tajnym szambelanem papieskim. W połowie lat 20. współzakładał Chrześcijański Uniwersytet Robotniczy zaś w pracy parlamentarnej referował budżet Ministerstwa Pracy i Opieki Społecznej. Od 1928 ponownie pełnił funkcję senatora z ramienia chadecji. Był wiceprezesem jej klubu parlamentarnego i członkiem komisji skarbowo-budżetowej. Również w 1928 reprezentował Polskę na Kongresie Katolickich Stowarzyszeń Robotniczych w Kolonii. Był honorowym kanonikiem warszawskim, publikował w czasopiśmie „Pracownik Polski”. Pochowany na cmentarzu Powązkowskim w Warszawie (kwatera 315-5-7).